# Suore dell'adorazione del Sacro Cuore
Le suore dell'adorazione del Sacro Cuore (in francese Sœurs de l'Adoration du Sacré-Coeur) sono un istituto religioso femminile di diritto pontificio.

## Storia
La congregazione venne fondata a Lione nel 1820 da Caroline de Choussy de Grandpré (1783-1827), in religione madre Giovanna Francesca di Gesù, con l'aiuto del sacerdote Léonard Furnion (1781-1846), della società missionaria di Sant'Ireneo.
Venne approvata da Louis-Jacques-Maurice de Bonald, arcivescovo di Lione, il 25 gennaio 1854; ricevette il pontificio decreto di lode il 2 ottobre 1893 e le sue costituzioni ottennero l'approvazione definitiva della Santa Sede il 21 dicembre 1900.

## Attività e diffusione
Le suore si dedicano all'adorazione perpetua del Santissimo Sacramento e all'educazione della gioventù.
La congregazione conta case in Italia e Francia; la sede generalizia è in via della Pineta Sacchetti a Roma.
Alla fine del 2008 la congregazione contava 18 religiose in 4 case.